# Consiglio degli Anziani (Francia)

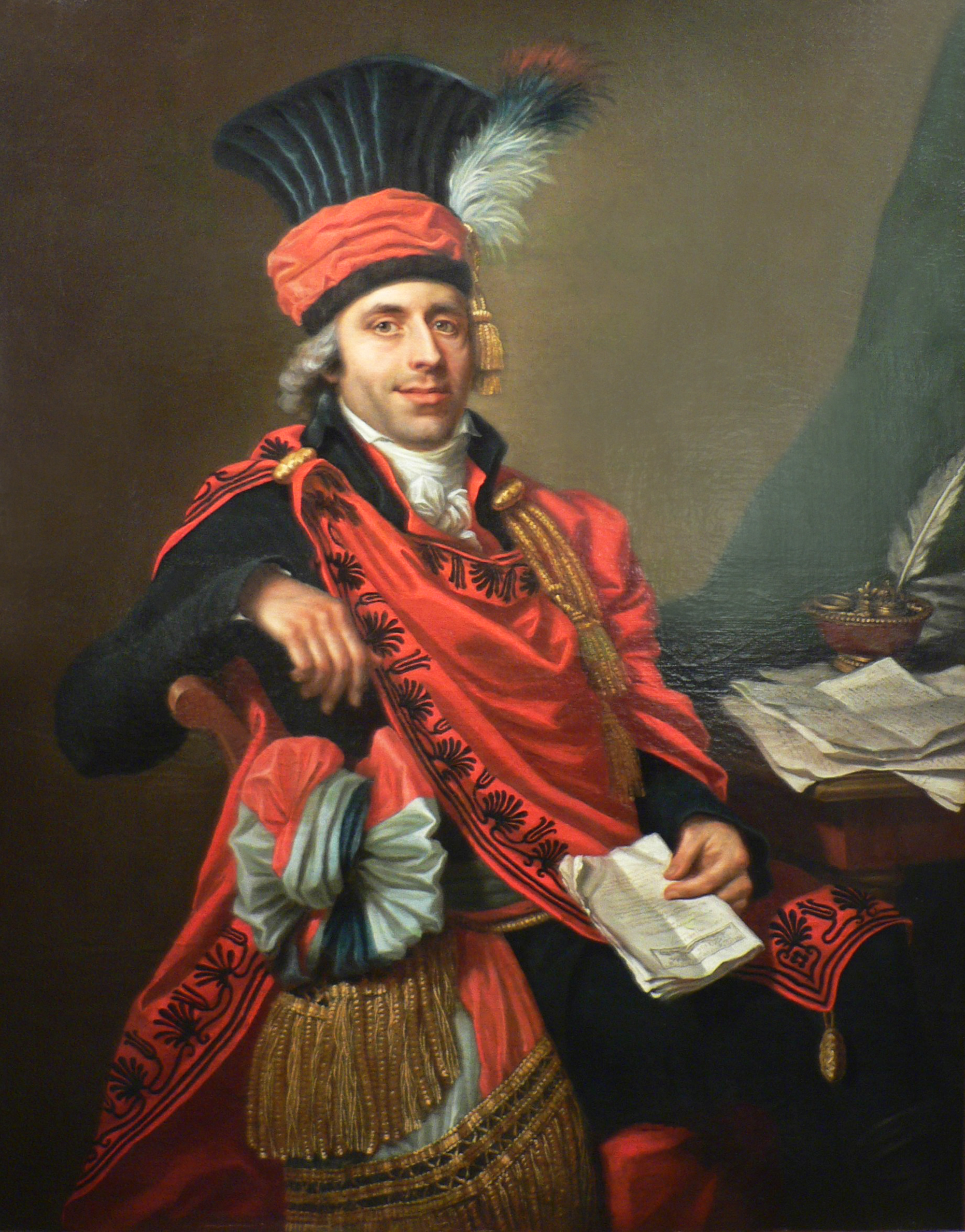
Thomas Bouquerot de Voligny ritratto mentre veste l'uniforme dei membri del Consiglio degli Anziani

Il Consiglio degli Anziani (in francese: Conseil des Anciens) è stata l'assemblea legislativa francese che, assieme al Consiglio dei Cinquecento, fu istituita dalla Costituzione del 1795, voluta dai Termidoriani.
Nominava su proposta del Consiglio dei Cinquecento, che redigeva una lista con i nomi dei favoriti, i cinque membri del Direttorio, l'organo esecutivo.

## Storia
Il Consiglio degli Anziani era composto da 250 membri, rinnovati per un terzo ogni anno. Essi dovevano avere i seguenti requisiti:
- età minima di quarant'anni;
- essere sposati o vedovi;
- essere domiciliati da almeno quindici anni nel territorio della Repubblica.

Nel 1799, la maggioranza dei suoi membri fu favorevole al colpo di Stato del 18 brumaio (9 novembre) che diede pieni poteri al Generale Napoleone Bonaparte.
Il Consiglio fu soppresso il 10 novembre 1799.

## Alcuni membri del Consiglio degli Anziani
- François Barbé-Marbois
- Roger Ducos
- Louis-Marie de La Révellière-Lépeaux
- Charles-François Lebrun
- Jean-Antoine Marbot
- Jean-Étienne-Marie Portalis
- François Denis Tronchet